# Diadumenos

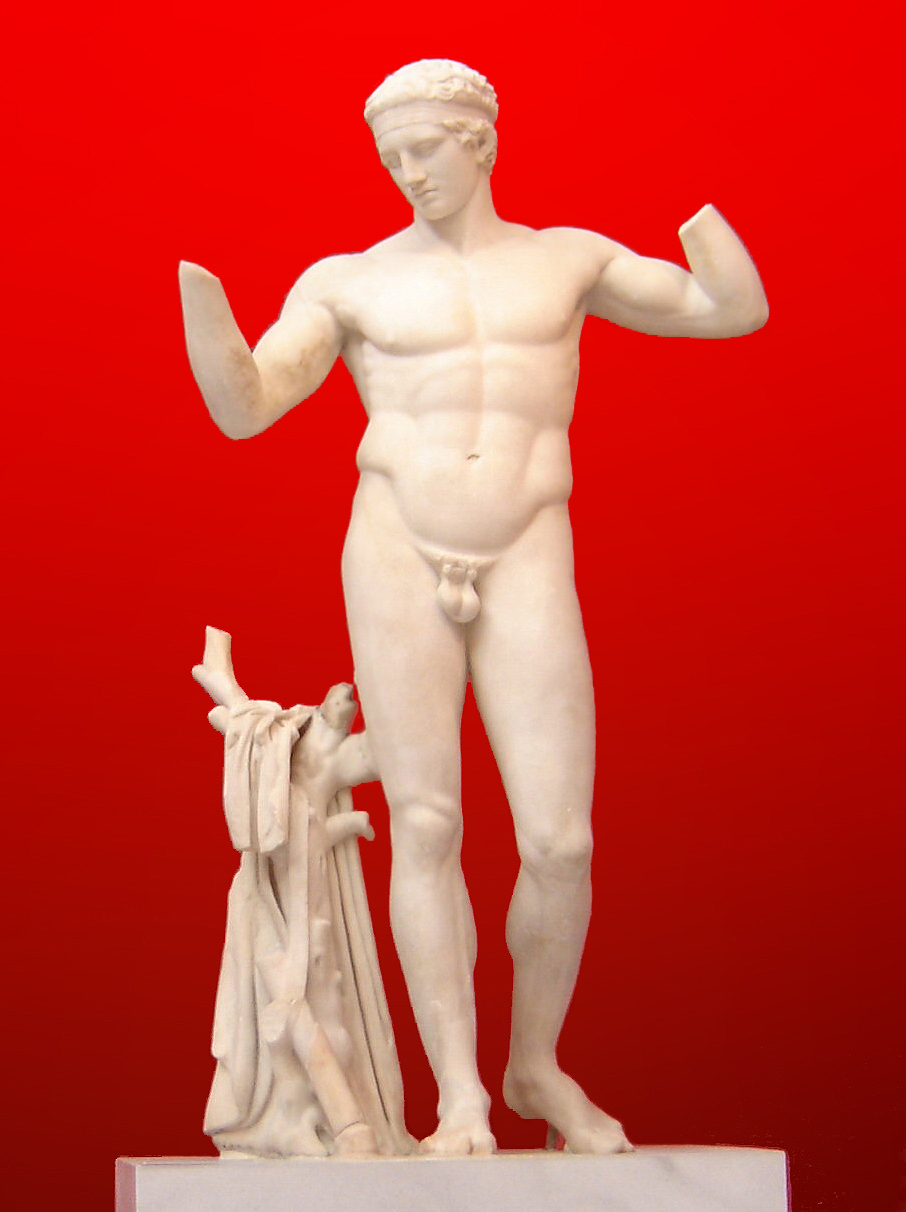
Diadumenos, römische Kopie aus Delos; Archäologisches Nationalmuseum, Athen

Als Diadumenos („Diademträger“) oder auch Anadumenos („Der sich das Stirnband umlegende“) wird ein Statuentypus bezeichnet, der in mehreren Marmorkopien römischer Zeit erhalten ist und in seiner berühmtesten Ausprägung auf das Original einer Bronzestatue des Polyklet, einem Bildhauer des 5. Jahrhunderts v. Chr. zurückgeht. Das Motiv als solches wurde jedoch nicht von Polyklet erfunden, sondern findet Vorläufer in frühklassischen Athletenbildern und auch spätere Bildhauer und Erzgießer adaptierten es immer wieder.

## Schriftquellen
Der Diadumenos zählte in der Antike, neben dem Doryphoros und der Herastatue des Heraions von Argos, zu den berühmtesten Werken Polyklets. Dreimal wird der Diadumenos des Polyklet in der antiken Literatur erwähnt, zweimal davon in Kombination mit dem Doryphoros. Das älteste Zeugnis findet man bei Seneca, der sich im Anschluss an Darlegungen Aristoteles’ an Beispielen der Kunst über die „Ursachen“ äußert. Im Zusammenhang mit der Gestalt als dritter Ursache führt er aus, „man würde jene bekannte Statue nicht »Doryphoros« oder »Diadumenos« nennen, wenn ihr nicht gerade dieses Aussehen bestimmt wäre.“ Lukian nennt den Diadumenos – in einer scherzhaften Szene mit nachts herumgeisternden Statuen – ein sehr schönes Werk des Polyklet. Plinius nennt ihn bei der Aufzählung polykletischer Werk noch vor dem Doryphoros und beschreibt ihn – als Gegensatz zum mannhaften Knaben, der im Doryphoros dargestellt sei – als moliter iuvenis, als „weichlichen Jüngling“, der bekannt geworden sei, weil er – wohl in einer Auktion – 100 Talente erzielt habe: eine für damalige Verhältnisse unglaubliche Summe. Wie bei vielen schriftlich überlieferten Werken der griechischen Kunst ist auch für den Diadumenos nur das Motiv bekannt, nicht aber die Statue benannt. Wen er darstellte, aus welchem Anlass er geschaffen worden sein könnte, ist literarisch nicht zu erschließen.

## Entdeckungsgeschichte
Das Wissen um die polykletischen Statuen ging im Verlauf der Spätantike unter und in byzantinischer Zeit konnte ein Johannes Tzetzes mit dem Namen Polyklets kein konkretes Werk mehr verbinden. Im 18. Jahrhundert identifizierte Johann Joachim Winckelmann den Diadumenos im antiken Denkmälerbestand, obgleich er sich hierbei zunächst auf den Grabaltar des Tiberius Octavius Diadumenus stützte, der in Anspielung auf seinen Namen einen sich die Taenia Umbindenden zeigt. Als polykletische Statue glaubt er den Anadumenos Farnese erkennen zu können. Einhundert Jahre später stellte Adolf Michaelis den Typus klar heraus und rekonstruierte ihn anhand dreier Kopien.
Seither ist eine Vielzahl römischer Kopien hinzugetreten, die mal recht vollständige Wiederholungen, mal nur Torsi, oft nur Köpfe sind, aber insgesamt eine recht zuverlässige Vorstellung vom Original erschließen lassen. Drei dieser Kopien aus dem 2. Jahrhundert wurden übrigens zusammen mit Kopien des Doryphoros gefunden. Eine Replik aus Delos weist an ihrer Stütze einen Mantel und einen angelehnten Köcher auf. Zumindest diese Wiederholung wurde offensichtlich zu Apollon umgedeutet. Weitere Kopien geben Palmstämme als Stützen, die sowohl auf Apollon als auch auf einen Athleten hinweisen können. Schließlich gibt eine Kopie aus dem Museo Torlonia über die Palmstammstütze, die allesamt Kopistenzutaten sind und dem Original fremd waren, hängende Sprunggewichte, die den dargestellten als Athleten kennzeichnen.

## Statue des Polyklet
Auch am Diadumenos, obgleich nicht so dynamisch wie beim Doryphoros, zeigt sich der auf Polyklet zurückgehende klassische Kontrapost. Im Gegensatz zum eher blockhaften Erscheinungsbild des Doryphoros zeichnet sich der Diadumenos durch mehr oder minder seitlich ausgreifende Arme mit bis auf Kopfhöhe gehobenen Händen aus, die im Begriff sind, ein Band um den Kopf zu binden. Dieses nach den Seiten raumgreifende Moment führt zu einer deutlich gesteigerten Komplexität der kontrapostisch zu lösenden Bewegungselemente. Und so ist auch eine stärkere Ponderation an zahlreichen Einzelheiten abzulesen. Die Schulter ist dem Arm folgend stärker zur Standbeinseit gesenkt, die linea alba ist stärker gekrümmt als beim Doryphoros. Gleiches gilt für den entschiedener zur Seite gewandten und gesenkten Kopf. Weist der Doryphoros ein Kompositionsschema auf, das von klaren Front- und Seitenachsen und an ihnen kontrapostisch gespiegelten Aktionselementen geprägt ist, so treten beim Diadumenos nun diagonale Bewegungsrichtungen mit der Haltung der Arme und des Spielbeins hinzu. Die klaren Haarspinnen, die die Haargestaltung des Doryphoros, in Ansätzen aber auch des Diskophoros und besonders des Herakles geradezu als Markenzeichen Polyklets auszeichnen, sind in den Kopfrepliken des Diadumenos nicht mehr zu finden, der ornamentale Charakter der Gestaltung wurde zugunsten einer freieren, aber auch weicheren Formgebung und Komposition aufgegeben.
Zeichnete sich der Doryphoros durch ein „stehendes Gehen“ oder ein „gehendes Stehen“, ein Innehalten in der Bewegung aus, so wirkt das Standmotiv des Diadumenos inadäquat, auch wenn sein Spielbein weniger stark zurückgesetzt ist, als dies beim Doryphoros der Fall ist. Denn mit seinem Gestus des Bindens verkörperte er einen realen Moment, der sich dann auch in seinem Bewegungsmotiv niederschlagen müsste und mit einem Innehalten nicht in Einklang zu bringen ist. Oder wie Adolf Furtwängler feststellt: „Dies im Schreiten Innehalten paßt nicht zu der dargestellten Handlung“.
All dies kennzeichnet den Diadumenos als spätes Werk Polyklets, dessen problematische Akme von Plinius mit der 90. Olympiade, also dem Jahr 420 v. Chr. angegeben wird. Um diese Zeit muss er auch seinen Diadumenos geschaffen haben.
Auch von den Schülern des Polyklet wie Lysipp und Skopas ist dieser Typus überliefert. Zu nennen ist ebenfalls der Anadumenos Farnese im British Museum, London, der immer wieder – wenn auch zu Unrecht – mit dem Namen Phidias in Verbindung gebracht wird, von dem Pausanias eine entsprechende Statue in Olympia erwähnt.

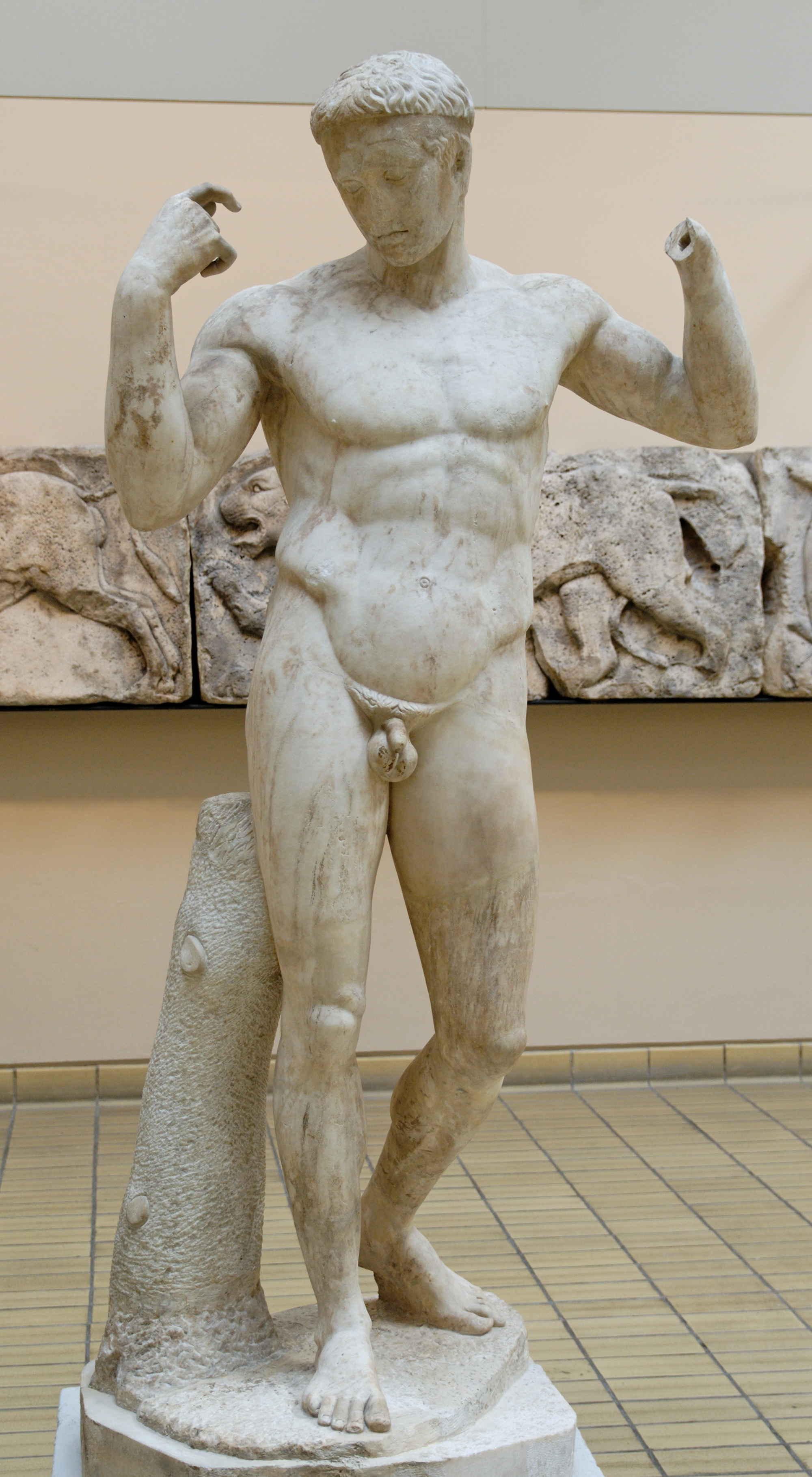
Diadumenos aus Vaison-la-Romaine, British Museum, London.
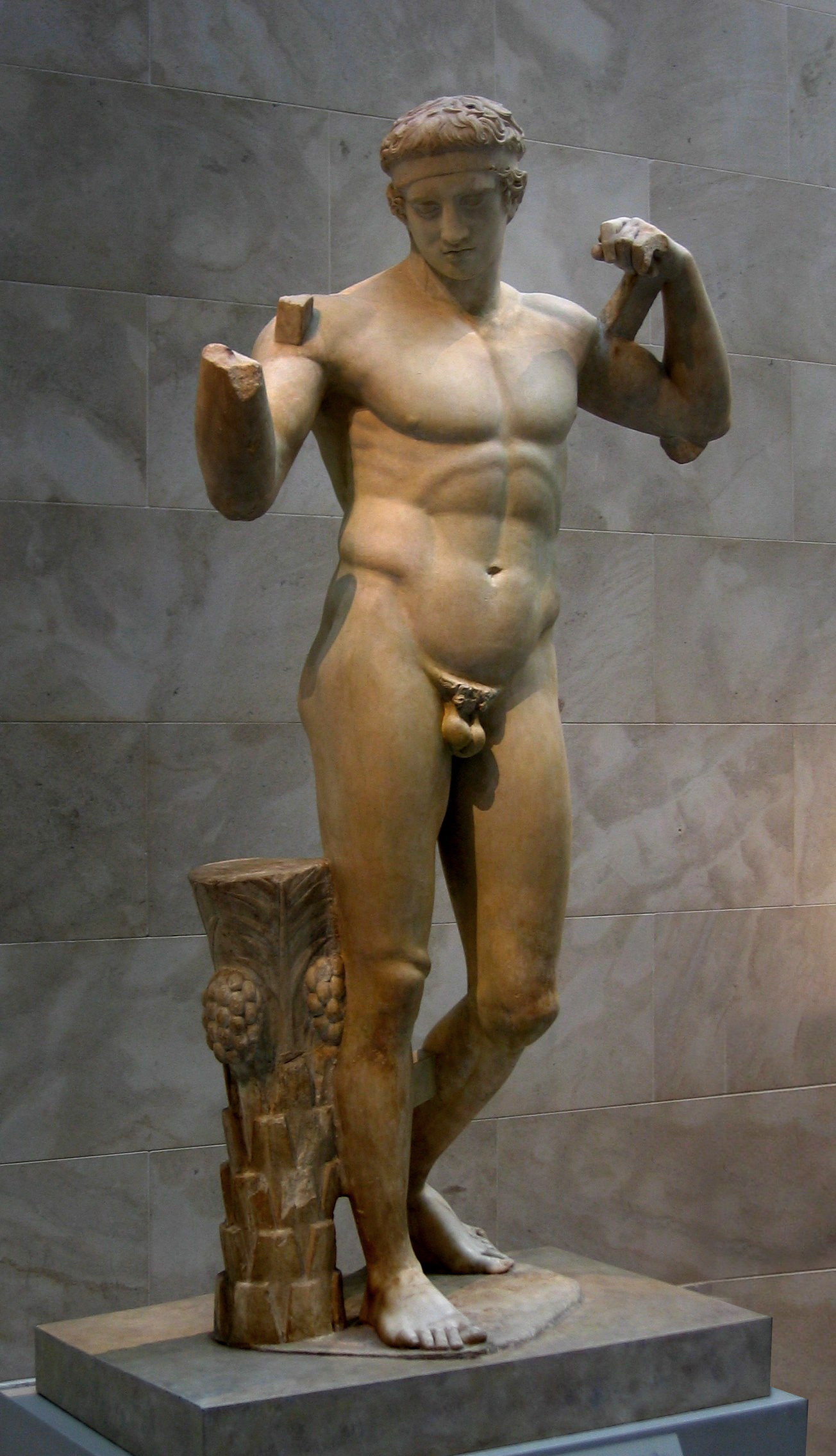
Diadumenos im Metropolitan Museum, New York.
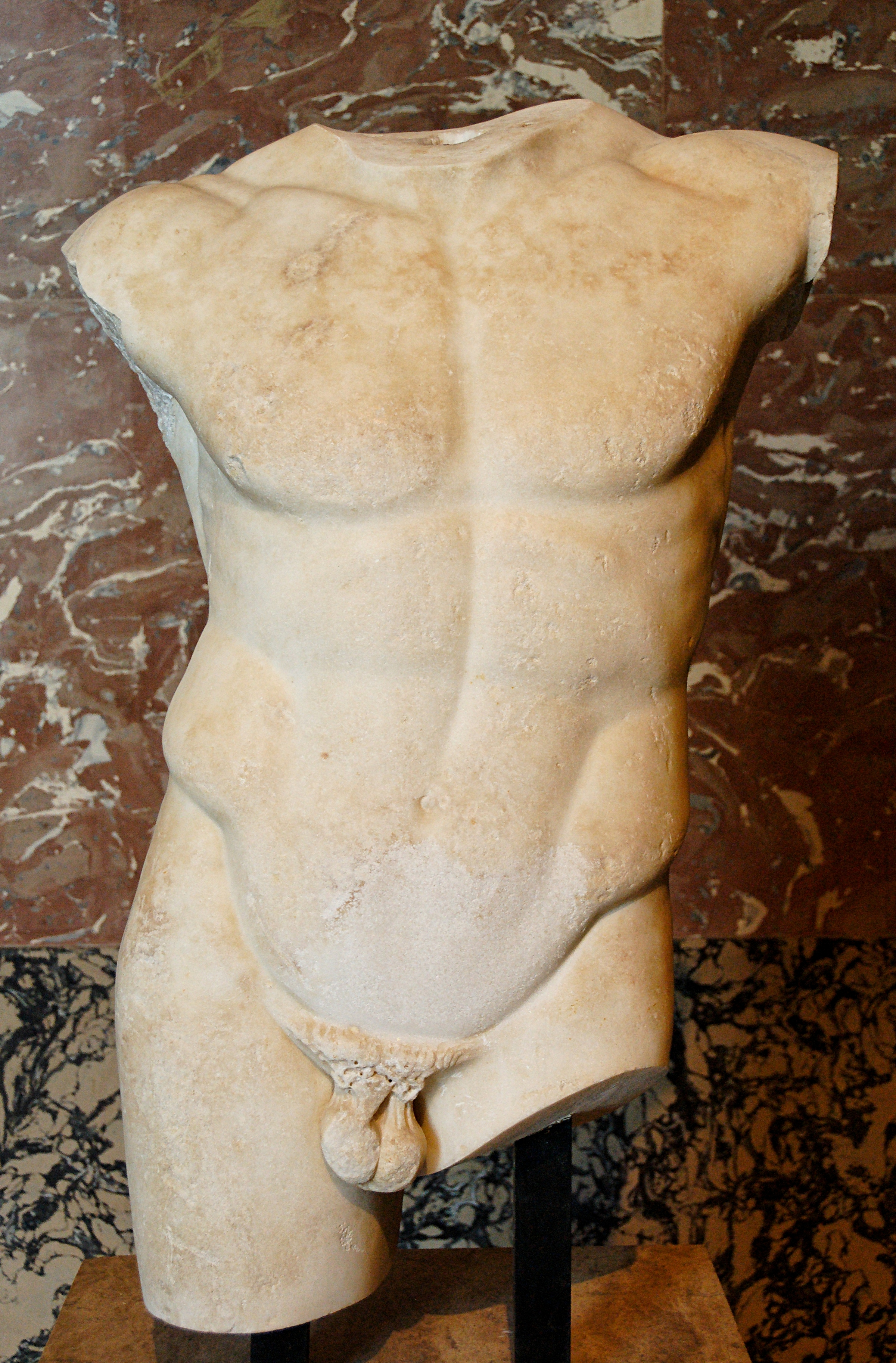
Torso des Diadumenos im Louvre, Paris.
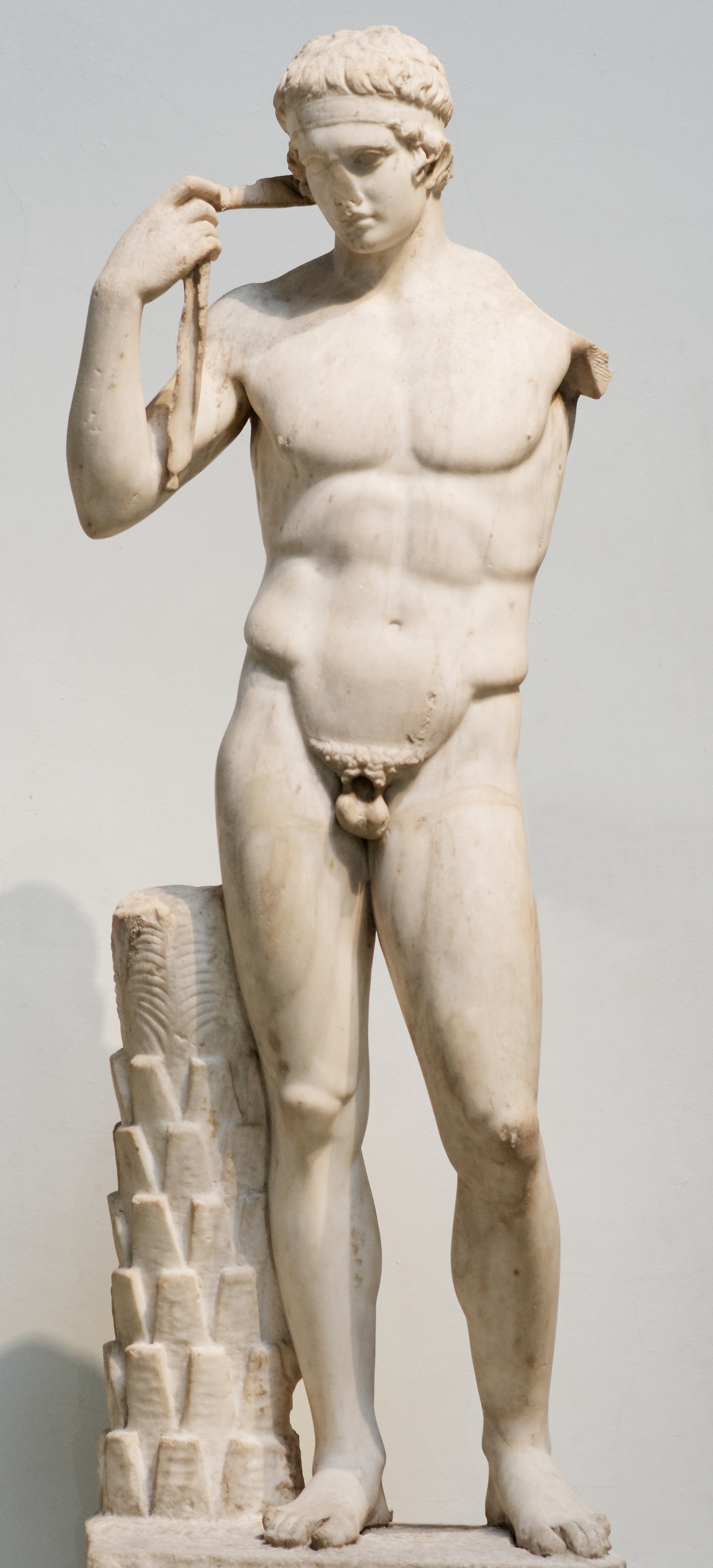
„Diadumenos Farnese“, British Museum, London.

## Belege
1. ↑  Renate Thomas: Athletenstatuetten der Spätarchaik und des strengen Stils, Bretschneider, Rom 1981 (Archaeologica, Bd. 18) ISBN 88-85007-46-5, S. 91–102; Beck, Bol, Bückling (Hrsg.): Polyklet. Der Bildhauer der griechischen Klassik. S. 510 Nr. 6.
2. ↑  Seneca, Epistalae morales 65, 4.
3. ↑  Lukian, Philopseudes 18.
4. ↑  Plinius, Naturalis historia 34, 55.
5. ↑  Johannes Tzetzes, Chiliades 8, 319–324.
6. ↑  Johann Joachim Winckelmann: Geschichte der Kunst des Altertums. Bd. 2. Dresden 1764, S. 335 Anm. 2 (Digitalisat).
7. ↑  Adolf Michaelis: Tre statue Policlitee. In: Annali dell'Instituto di Corrispondenza Archeologica 1878, S. 5–30.
8. ↑  Adolf Furtwängler: Meisterwerke der griechischen Plastik. Kunstgeschichtliche Untersuchungen. Giesecke & Devrient, Leipzig u. a. 1893, S. 444.
9. ↑  Plinius, Naturalis historia 34, 80.
10. ↑  Pausanias 6, 4, 5.